# Il cane di terracotta
Il cane di terracotta è un romanzo di Andrea Camilleri pubblicato nel 1996 dalla casa editrice Sellerio di Palermo. È il secondo romanzo ad avere come protagonista il commissario di polizia siciliano Salvo Montalbano.
Dall'opera è stato tratto un episodio della serie Il commissario Montalbano, intitolato Il cane di terracotta e trasmesso dalla RAI nel 2000.

## Trama
Il romanzo si avvia su una tipica indagine per la repressione di un traffico d'armi d'origine mafiosa ma l'argomento principale diventa poi un episodio di amore e morte di un tempo ormai passato.
Come la caverna che nasconde le armi cela un altro nascondiglio dove giacciono i due amanti assassinati, così il racconto contiene al suo interno un'altra storia del tutto diversa.
Tutto il romanzo ruota intorno a una misteriosa caverna che appare e che scompare e che una volta ritrovata rivelerà di custodire un altro segreto.
Montalbano mantiene una strana amicizia per un poliziotto: quella con Gegè, protettore di prostitute, che gli ha fissato un appuntamento in un luogo che, sin dai tempi delle scuole elementari, conoscono soltanto loro due.
Gegè gli riferisce che Tanu "u grecu", pluriomicida latitante, vuole consegnarsi a Montalbano. Tanu è un mafioso da sempre ma ora si sente estraneo alla nuova mafia che non rispetta più regole e tradizioni, per cui preferisce morire in galera piuttosto che in un fosso. Si consegnerà a Montalbano ma con un po' di triatro, una sceneggiata dell'arresto, per salvare la faccia.
Ma la mafia non ci casca e in occasione di un trasferimento da un carcere a un altro ritenuto più sicuro, due agenti di scorta vengono uccisi e Tanu ferito mortalmente. Ma la cosa più grave non è tanto la sconfitta della polizia quanto il fatto che l'accaduto conferma che ci sia una "talpa" al suo interno.
Tanu, in punto di morte, per vendicarsi, confiderà a Montalbano l'esistenza di un grosso traffico d'armi che vengono depositate in una caverna mimetizzata che la squadra del commissario farà fatica a scoprire.
Il preside Burgio, ormai in pensione e amico di Montalbano, gli rivelerà che la grotta ha una lunga storia che risale a tempi lontani. Questo racconto farà tornare il commissario nella grotta e scoprire una parete posticcia che, abbattuta, rivela la presenza di due cadaveri, ricomposti, sorvegliati da un cane di terracotta con accanto una ciotola di monete.
Svelati i nomi dei due giovani, Mario Cunich ed Elisa Moscato, il commissario cerca di ricostruire gli avvenimenti, che gli saranno alla fine rivelati dall'ormai vecchio Calogero Rizzitano, uno dei protagonisti di quel fatto, il quale gli conferma che l'assassino dei due giovani è il padre di lei, Stefano Moscato, che trattava la figlia come amante.
Montalbano comprenderà anche il motivo simbolico della singolare composizione dei corpi nella caverna, e della presenza del cane di terracotta, per un riferimento al Corano e alla tradizione dei Dormienti di Efeso.

## Edizioni
- Andrea Camilleri, Il cane di terracotta, Collana La memoria n.355, Palermo, Sellerio, 1996,  p. 288, ISBN 978-88-389-1226-9.

## Riconoscimenti
Nel 1997 il libro Il cane di terracotta ha vinto l'XI edizione del Premio Letterario Chianti.